# Полховський Сергій Олегович
Сергі́й Оле́гович Полхо́вський (нар. 23 липня 1948, Київ) — український журналіст. Тривалий час вів програму «Проспорт» на телеканалі «1+1». Генеральний директор «Динамо Київ ТБ».

## Життєпис
Закінчив Київський державний університет ім. Т. Шевченка, факультет журналістики (1966—1972). Стажувався в Московському інституті підвищення кваліфікації працівників радіо і телебачення (1979), CFPI, Paris, France (1993).
Після армії п'ять років працював на студії «Київнаукфільм»; п'ятнадцять років був редактором та сценаристом на «Укртелефільм»; у 1995 році був автором та ведучим програми «Музична скринька» на FM-станції «Радіо Рокс»; з 1997 року був автором та ведучим програми «Проспорт» на телеканалі «1+1», керівником спортивної редакції каналу.
Протягом 2000—2006 років був прес-аташе ФК «Динамо» (Київ).
З 2007 по 2008 рік був директором медіацентру ФК «Динамо» (Київ). Керівник проєкту «Офіційний клубний журнал „Динамо“ (Київ)». Згодом генеральний директор «Динамо Київ ТБ».
Член Національної спілки журналістів України з 1983 р., член Спілки кінематографістів України з 1988 р.

## Творчість
Автор сценарію фільму «Слід» (1977, реж. В. Олендер), автор сценарію стрічок на «Укртелефільм»: «Шість хвилин у жовтому колі» (1983, реж. В. Василенко), «Валізка» (1987, реж. В. Василенко), «Не зачиняйте ваші двері» (1987, реж. Ю. Мінзянов), «НЛО з 1908 року» (1991, реж. В. Образ); редактор фільму «Рота імені Шевченка» (1989, реж. Віктор Колодний).
Продюсер документального фільму «Лобановський назавжди» (2016), який переміг на Міжнародному фестивалі спортивного кіно і телебачення, а згодом вийшов у прокат у кінотеатрах України.
Серед досягнень: золота медаль Всесоюзного кінофестивалю спортивних фільмів (Ашхабад, 1988); Найкращий телерадіожурналіст України — «Людина футболу» (1998); лауреат Золотої ери Українського телебачення (1997).

## Нагороди
- Премія Телетріумф в номінації «Спортивний тележурналіст» (2002)